# The End of Evangelion
The End of Evangelion (japonês: 新世紀エヴァンゲリオン劇場版 THE END OF EVANGELION Air/まごころを、君に, Hepburn: Shin Seiki Evangerion Gekijō-ban: The End of Evangelion Air/Magokoro o, Kimi ni, lit. "Versão cinematográfica de Neon Genesis Evangelion, o Final de Evangelion: Ar/Meu Coração Puro por Você")  é um filme de animação japonês de 1997 escrito e dirigido por Hideaki Anno e produzido pelos estúdios Production I.G e GAINAX. Foi lançado como um final alternativo para a série de televisão Neon Genesis Evangelion.
É dividido em dois episódios de aproximadamente 45 minutos, com cada episódio tendo títulos alternativos em Inglês, como a série televisiva: "Episódio 25': Air / Love is Destructive" e "Episódio 26': Sincerely Yours / ONE MORE FINAL: I need you.".
The End of Evangelion ganhou prêmios incluindo o Animage Anime Grand Prix de 1997, mas inicialmente teve uma recepção mista. Em 2014, vários cineastas votaram em uma enquete na revista Time Out, classificando The End of Evangelion como um dos 100 melhores filmes animados de todos os tempos.

## Enredo
O adolescente Shinji Ikari é o piloto da Evangelion Unidade 01, um das vários ciborgues gigantes designados para lutar contra entidades sobrenaturais e hostis chamadas Anjos. Traumatizado pela morte de seu amigo Kaworu Nagisa, Shinji visita sua parceira Asuka Langley Soryu em um hospital. Ele tenta acordá-la a balançando. Os fios se soltam e o seu vestido abre revelando seus seios. Shinji se masturba; com sêmen em suas mãos, ele diz "Eu sou muito desprezível."
Enquanto isso, o comitê da SEELE descobre que o comandante Gendo Ikari planeja usar a NERV, a organização paramilitar que constrói as unidades Evangelion, para seus próprios planos. SEELE despacha as Forças de Autodefesa do Japão (FADJ) para tomar controle da NERV, matando quase toda a equipe. Misato Katsuragi, major da NERV, ordena que Asuka seja movida para o cockpit de sua Evangelion Unidade 02 e colocada no fundo de um lago, em seguida ela salva Shinji das tropas da FADJ. Determinada que Shinji tem que salvar a NERV, Misato leva Shinji às portas do elevador para embarcar na Unidade 01, mas acaba levando um tiro no processo. Antes de morrer, Misato implora para que Shinji pilote a Unidade 01, o beija, e o força a fechar as portas do elevador. Shinji encontra a Unidade 01 imobilizada em baquelite.
Concluindo que a perda da NERV é inevitável, Gendo sequestra a piloto Rei Ayanami. Ele planeja usá-la para iniciar o Terceiro Impacto, um cataclismo que irá matar todos na Terra, e o reunir com sua falecida esposa Yui. Tentando pará-lo, Ritsuko Akagi, cientista da NERV, escreve um comando via computador para destruir a NERV. Casper, um computador que baseado na mãe de Ritsuko, cancela o comando dela e Gendo a mata.
Dentro da Evangelion Unidade 02, Asuka consegue se recuperar do trauma e reativa a unidade. Ela destrói as forças da FADJ, mas os novos Evangelion produzidos em massa pela SEELE desmembram ela e a Unidade 02 em pedaços. A Unidade 01 se liberta do baquelite e sai do quartel-general da NERV. Do cockpit, Shinji vê as unidades da SEELE carregando os restos mortais mutilados da Unidade 02 e grita.
Gendo tenta se fundir com a Rei, que tem a alma de Lilith, um anjo escondido embaixo do quartel-general da NERV, para começar o Terceiro Impacto. Tendo já se fundido com outro Anjo, Adam, Gendo irá se tornar um Deus caso se funda com Lilith; porém, Rei rejeita Gendo, absorve Adam e se funde com Lilith. Seu corpo fica gigantesco. As unidades Evangelion da SEELE seguram a Unidade 01 no ar e a crucifica, começando o ritual para iniciar o Terceiro Impacto.
Após várias contemplações em uma mistura de sonho com realidade, incluindo uma luta contra Asuka, Shinji decide que ele está só e que todos no mundo deveriam morrer. Em resposta, Rei/Lilith dissolve a humanidade de volta à sopa primordial, reformando as almas da humanidade em uma só consciência. Shinji rejeita esse novo estado quando ele percebe que a vida é sobre experienciar tanto a alegria quanto a tristeza. Rei/Lilith morre, Asuka e Shinji se rematerializam em uma paisagem apocalíptica. Shinji começa a estrangular Asuka, mas quando ela o acaricia, ele para e começa a chorar. Após alguns segundos, Asuka diz as últimas palavras do filme: "que nojento."

## Elenco
| Personagem           | Japonês            | Português (Álamo)    |
| -------------------- | ------------------ | -------------------- |
| Shinji Ikari         | Megumi Ogata       | Fábio Lucindo        |
| Rei Ayanami          | Megumi Hayashibara | Priscilla Concépcion |
| Asuka Langley Soryu  | Yūko Miyamura      | Fernanda Bullara     |
| Kaworu Nagisa        | Akira Ishida       | Yuri Chesman         |
| Misato Katsuragi     | Kotono Mitsuishi   | Lene Bastos          |
| Gendo Ikari          | Fumihiko Tachiki   | Fábio Moura          |
| Kozo Fuyutsuki       | Motomu Kiyokawa    | Sidney Lillá         |
| Ritsuko Akagi        | Yuriko Yamaguchi   | Sílvia Suzy          |
| Makoto Hyuga         | Hiro Yuki          | Alfredo Rollo        |
| Shigeru Aoba         | Takehito Koyasu    | Wellington Lima      |
| Maya Ibuki           | Miki Nagasawa      | Fátima Noya          |
| Keel Lorentz         | Mugihito           | Antônio Moreno       |
| Yui Ikari            | Megumi Hayashibara | Isabel de Sá         |
| Ryoji Kaji           | Kōichi Yamadera    | Marco Antônio Abreu  |
| Kyoko Zeppelin Soryu | Maria Kawamura     | Adriana Pissardini   |

## Produção
O encerramento ambíguo da série Neon Genesis Evangelion, transmitido entre 1995 e 1996, deixou alguns espectadores e críticos confusos e insatisfeitos. Os dois últimos episódio foram possivelmente os segmentos mais controversos de uma série já controversa e foi recebido como falha e incompleta por muitos. O diretor Hideaki Anno recebeu ameaças de morte de alguns fãs insatisfeitos com o encerramento. Porém, Anno e o diretor assistente. Kazuya Tsurumaki, defenderem a integridade artística do final. Gainax iniciou o projeto para criar um filme como encerramento para a série em 1997, lançando primeiro Death & Rebirth como uma recapitulação baseada nos personagens e re-edição do encerramento da televisão (Death) com a primeira metade do novo encerramento (Rebirth, que era para originalmente ter sido o encerramento completo, mas não pôde ser terminado por causa do orçamento e restrição de tempo). O projeto foi terminado mais tarde no mesmo ano e lançado como The End of Evangelion.

## Música
Compositor da trilha sonora da série Shirō Sagisu fez a trilha sonora para The End of Evangelion. O filme proeminentemente utiliza algumas obras de Johann Sebastian Bach. Episódio 25 tem o título Air (Ar) em japonês, com o título sendo uma referência à Ária na corda sol que toca durante o episódio. Entre outras obras, também à a Suítes para Violoncelo em Ré Maior (I. Prélude), Jesus, Alegria dos Homens (transcrito para piano e mais tarde tocado com instrumentos de corda, nos créditos), e Cânone em Ré Maior.
Entre as faixas, destaca-se "Komm, süsser Tod" (Venha, Doce Morte), uma canção com instrumental otimista (porém toca durante a Instrumentalização no filme), "THANATOS -If I Can't Be Yours", cujo toca durante os créditos de ambos os episódios (a música é baseada em "THANATOS", uma composição instrumental utilizada na série). Outra canção, "Everything You've Ever Dreamed", foi gravada para o filme pela mesma vocalista de "Komm, süsser Tod", Arianne, mas não foi usada, sendo lançada mais tarde no álbum "Refrain of Evangelion".

## Interpretação
Na cena final de The End of Evangelion, Shinji e Asuka se separaram da existência humana coletiva. Shinji começa a estrangular Asuka, mas quando ela acaricia sua face, ele para, e começa a chorar. Após alguns segundos, Asuka dita as últimas palavras do filme, "気持ち悪い," cujo já foi traduzido de várias formas diferentes para várias línguas, como "Eu não me sinto bem" ou "Eu estou enojada". O significado desta cena é obscuro e muito controverso. David Uzumeri da ComicsAlliance disse que o tema da série é "criticar a audiência por se perder, ao extremo, dentro de um mundo fantasioso, enquanto o protagonista, Shinji, basicamente vê todos que ele ama morrerem ao redor dele simplesmente por recusar a se esforçar a se comunicar com outras pessoas."

## Lançamento
The End of Evangelion foi lançado primeiro nos cinemas Japoneses em 19 de julho de 1997. Entre a data de lançamento e outubro de 1997, o filme arrecadou 1.45 bilhões de yen. Mais tarde, o filme foi distribuído em Laserdisc no Japão. Incluso, vieram o primeiro lançamento em vídeo dos episódios 21 ao 24. O filme foi dividido em dois episódios de aproximadamente 40 minutos com breve introduções (similar ao episódio 22), créditos (para cada episódio, ao invés de um para ambos), caixa de textos chamativas (exibindo "Neon Genesis Evangelion Episódio..." ao invés de "The End of Evangelion Episódio...") e uma amostra do próximo episódio no Episódio 25. A versão episódica do filme estava disponível nos últimos dois discos da versão em Laserdisc da série (Genesis 0:13 e 0:14 respectivamente), cada contendo 2 episódios (o episódio de televisão e o novo episódio do End of Evangelion respectivamente). A sua versão cinemática também foi disponibilizada em Laserdisc, além de VHS, e um pouco mais tarde, em DVD. O script foi lançado em 4 partes nas edições da Dragon Magazine entre agosto de 1997 para janeiro de 1998. O filme foi lançado em Blu-ray junto de "Death and Rebirth" e a série televisiva em um box set em 26 de agosto de 2015.
Em 2006, foi exibida a versão teátrica de The End of Evangelion como parte do Festival Internacional de Cinema de Tóquio em Akihabara.

### Livro da Cruz Vermelha
O Livro da Cruz Vermelha (como é conhecido não oficialmente, por causa da grande e vermelha cruz de São Jorge) foi um panfleto de tamanho A4 vendido nos cinemas japoneses durante o lançamento de The End of Evangelion. O livro foi escrito pela Gainax e vários membros da equipe de produção da série Evangelion e seus filmes, incluía uma entrevista com Tsurumaki, uma lista com o nome dos dubladores e um breve ensaio escrito por eles em seus respectivos personagens, curtas esquetes biográficas, comentários sobre a série de televisão e a produção dos filmes, uma seção de "Notas" falando sobre a ambientação dos filmes, e um glossário de termos usados na série, mangá e os dois filmes. O Livro da Cruz Vermelha não foi incluído no lançamento da Manga Entertainment por problemas relacionados à direitos de uso. Contudo, foi traduzido por fãs da série.

### The End of Evangelion: Renewal
Uma nova versão de The End of Evangelion foi lançado em 25 de junho de 2003 no Japão pela Starchild e King Records como parte do box set Renewal of Evangelion (que compila "novas versões digitalmente remasterizadas dos 26 episódio da série de televisão, 4 episódios refeitos (inicialmente lançados somente em Laserdisc), e 3 filmes" além de "um disco bônus com material nunca antes visto").
Esta versão do filme une o filme de recaptulação Evangelion: Death com End e omite o segmento Rebirth do primeiro filme. No disco bônus, há uma cena deletada nunca antes vista em live-action com os dubladores Megumi Hayashibara, Yūko Miyamura, e Kotono Mitsuishi atuando seus personagens, 10 anos após os eventos de Evangelion. Nesta continuidade, Shinji não existe e Asuka tem relações sexuais com Toji Suzuhara. A sequência se encerra com uma voz masculina (aparentemente a de Shinji) dizendo, "Este não sou eu, não estou aqui," provando que esta é uma falsa realidade vista através de seu ponto de vista.

## Recepção
End of Evangelion ganhou o Animage Anime Grand Prix prize de 1997 e o Prêmio da Academia Japonesa de "Maior Sensação Pública do Ano", também recebeu o "Prêmio Especial da Escolha do Público" da Animation Kobe de 1997. Em 1999, EX.org considerou o filme como o quinto melhor "Show de Todos os Tempos" (com a série em segundo lugar).
No Japão, The End of Evangelion arrecadou 1.45 bilhões de yen. O mangaká Nobuhiro Watsuki escreveu:
| “ | Eu finalmente assisti a versão teatral de Evangelion faz um tempo (Estou escrevendo isso em agosto). Era óbvio que as pessoas que criaram isso não amavam a história ou seus personagens, então estou um pouco desapontado. Mas a dramatização, o movimento e a edição foram excelente. Quando a história entrou no seminário de auto-melhoria, eu fui quase enganado por um instante. Eu não sei se a maioria das pessoas gostaram, mas como escritor, pude levar para casa algo disso tudo. | ” |

Newtype USA criticou o filme como uma "saga de tagarelice", criticando os "tons bíblicos, melodrama juvenil e os péssimos pais", e sugeriu que o filme iria frustrar os expectadores. O diretor executivo Marvin Gleicher da Manga Entertainment chamou a crítica da Newtype como "tendenciosa e desrespeitosa" e um "fácil e vápido" produto da "ignorância e falta de pesquisa".
Muitos críticos se focaram na produção audiovisual. Sight & Sound escreveu que os "cineastas aparentam se preocupar com a coerência da narrativa cada vez menos". O crítico Mark Schilling diz o mesmo: "[End of Evangelion] nos dá tanta informação visual e narrativa, incluindo textos que passam em uma velocidade absurda, que a total compreensão é impossível. A experiência é similar a assistir alguma criança jogar Final Fantasy num piscar de olhos ou passar as páginas de uma história da Shonen Jump com o dedão na borda". Mike Crandol da Anime News Network deu ao filme uma boa nota e o descreveu como "uma maravilha visual". Ele descreveu o DVD como "misto", expressando descontentamento com a "passável" qualidade de vídeo e falta de material extra. David Uzumeri da ComicsAlliance descreveu o filme como "uma orgia de sexo e violência sombria e brutal que culmina na extinção em massa da humanidade enquanto uma canção de J-Pop otimista com letras sobre suicídio toca."